# Pseudagrion inconspicuum
Pseudagrion inconspicuum – gatunek ważki z rodziny łątkowatych (Coenagrionidae).